# Caribbean Airways
Caribbean Airways war eine barbadische Fluggesellschaft.

## Geschichte
Ab Dezember 1970 wurde eine von zwei Boeing 707 von Laker Airways für einen wöchentlichen Billigflug zwischen Luxemburg und Barbados im Auftrag der International Caribbean Airways aufgrund eines Joint Ventures der barbadischen Geschäftsleute Norman Ricketts und Geoffrey Edwards mit der Regierung von Barbados und Laker Airways eingesetzt. Laker Airways hielt zunächst einen Anteil von 33 % an der International Caribbean. Das Flugzeug der Laker Airways, das International Caribbean Airways zugeteilt war, trug die International Caribbean-Aufschrift, sowie die barbadische Flagge auf beiden Seiten des vorderen Rumpfes anstelle der Laker-Aufschrift und der Union Flag. Neben dem wöchentlichen Flügen Luxemburg-Barbados, welche in der Folge zweimal wöchentlich nach London-Gatwick verlängert wurde, wurden regelmäßige Charterflüge von Kanada und Westdeutschland nach Barbados durchgeführt. Im Januar 1975 bezeichnete die International Air Transport Association (IATA) die Gesellschaft International Caribbean Airways als nationale Fluggesellschaft für Barbados.
Auf der Webseite prangt Caribbean Aircraft Handling. Das Geschäftsfeld dürfte sich in Richtung Ground- und Cargohandling, Passangerservices und Security, sowie Führung eines Duty-Freeshops verlagert haben. Der Flugbetrieb wird nicht mehr erwähnt.

## Trivia
- Das Unternehmen war im Jahr 1993 Leasingnehmer einer Boeing 757-200 der Birgenair mit dem Luftfahrzeugkennzeichen TC-GEN. Am 6. Februar 1996 verunglückte diese Maschine auf Alas-Nacionales-Flug 301 kurz nach dem Start von Puerto Plata, dabei starben 189 Personen.

## Flotte
Die Gesellschaft betreibt keine Flugzeuge mehr.

## Ehemalige Flugzeugtypen
- 1 Boeing 737-200
- 1 Boeing 757-200
- 1 Douglas DC-8-63